# Miłki
Miłki (niem. Milken) – wieś w Polsce, położona w województwie warmińsko-mazurskim, w powiecie giżyckim, w gminie Miłki
Miejscowość leży wzdłuż drogi krajowej nr  pomiędzy Giżyckiem a Orzyszem. W latach 1954–1972 wieś należała i była siedzibą władz gromady Miłki. W latach 1975–1998 miejscowość administracyjnie należała do województwa suwalskiego.
Miejscowość jest siedzibą gminy Miłki. We wsi znajduje się szkoła podstawowa im. Michała Kajki. Obok miejscowości, na wzgórzu nad jeziorem Wojnowo, stoi maszt Radiowo-Telewizyjnego Centrum Nadawczego o wysokości 327 m.
Przy miejscowości znajduje się Jezioro Miłkowskie (Wobel). W miejscowości znajdowała się stacja kolejowa Miłki.
| SIMC    | Nazwa       | Rodzaj    |
| ------- | ----------- | --------- |
| 0762690 | Drochowo    | część wsi |
| 0762709 | Przykop     | część wsi |
| 0762715 | Wysoka Kępa | część wsi |

## Historia
Wieś lokowana w 1475 r. W Miłkach urodził się pastor Jan Jakub Hoynovius (1653–1698), tłumacz na język polski pieśni religijnych, zamieszczanych w różnych kancjonałach. W latach 1675–1676 pastorem w Miłkach był Fryderyk Mortzfeld – autor kilkudziesięciu pieśni polskiego kancjonału, wydanego w 1684 w Królewcu. W Miłkach i okolicach rozgrywa się pierwsza mazurska powieść historyczna Marcina Gerssa Jest Bóg! z 1875. Na początku XX w. we wsi mieszkało ok. 600 osób, funkcjonowała gospoda.

## Zabytki

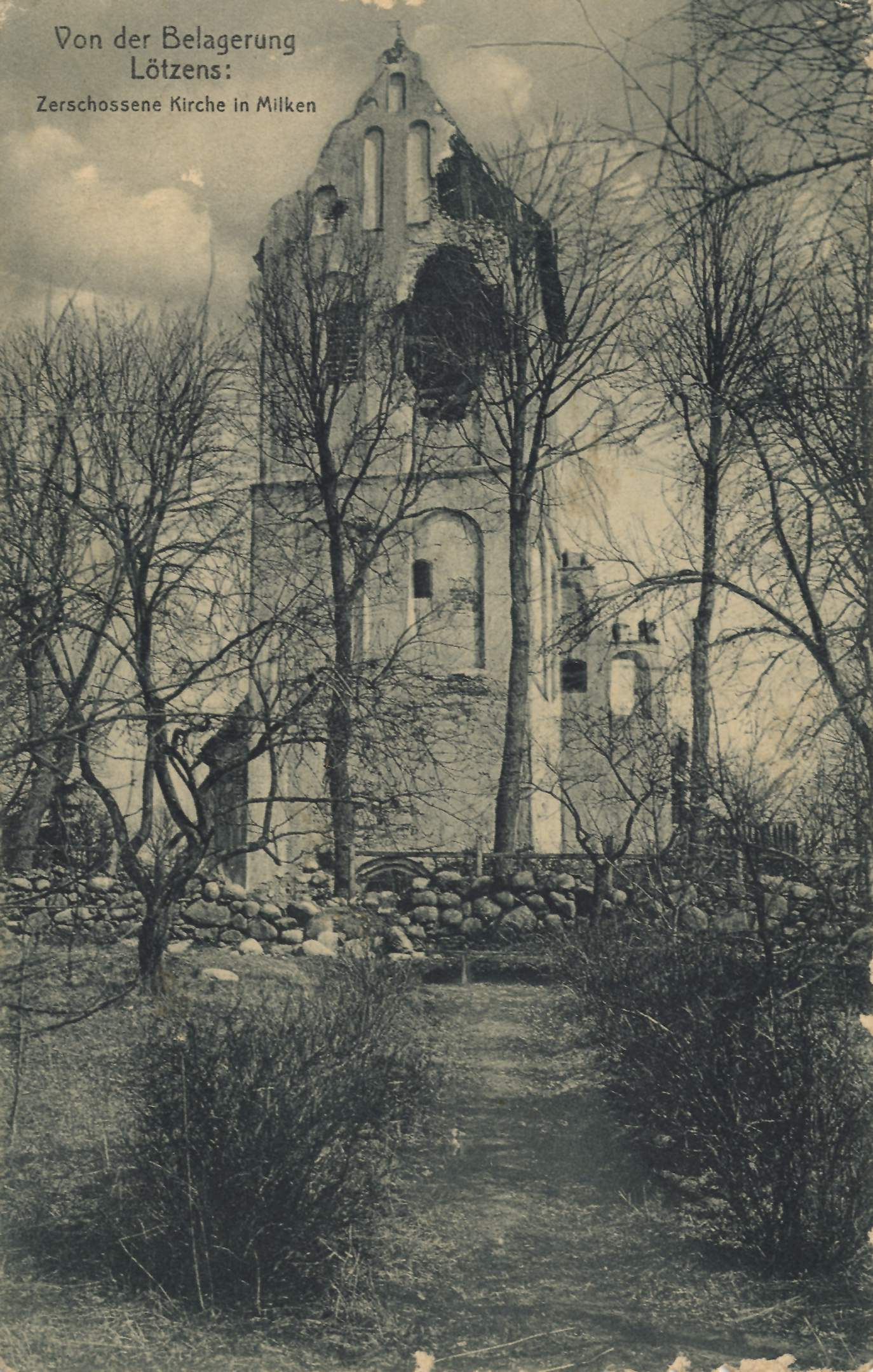
Zniszczony kościół podczas I wojny światowej

- Kościół wybudowano w 1481, spalony następnie przez Tatarów hetmana Gosiewskiego w 1656, odbudowany w 1669. Kościół był uszkodzony w czasie walk pierwszej wojny światowej, po wojnie odbudowany. Świątynia posiada gotyckie prezbiterium z czasów budowy pierwszego kościoła, główny korpus barokowy. Od frontu niska wieża o wolutowych szczytach. Wystrój wnętrza z drugiej połowy XVII w., ołtarz główny z obrazem Ostatnia Wieczerza, malowana empora organowa z 1698 oraz dwa rzeźbione krzesła obite kurdybanem.
- Na zachód od wsi nad jeziorem Buwełno znajdują się wzniesienia nazywane Paprockimi Górami z resztkami bunkrów i umocnień, pozostałość walk rosyjsko-niemieckich z lat 1914–1915 i 1945[8].

## Wspólnoty wyznaniowe
- Kościół greckokatolicki – parafia Świętego Ducha[9]
- Kościół rzymskokatolicki – parafia Matki Bożej Królowej Polski[10]

## Sport
We wsi swą siedzibę ma klub piłkarski Olimpia Miłki. Aktualnie występuje w klasie A, w I grupie warmińsko-mazurskiej.
- Pełna nazwa: Klub Sportowy Olimpia Miłki
- Rok założenia: 1965
- Barwy: zielono-białe
- Adres: ul. Szkolna 1b, 11-513 Miłki
- Stadion: Stadion OSiR w Miłkach

pojemność: 400 (w tym 100 miejsc siedzących)
oświetlenie: brak
wymiary boiska: 100 m x 60 m